# Jakob Ludwig Friedrich von Stängel
Jakob Ludwig Friedrich Stängel, ab 1840 von Stängel, (* 24. Mai 1783 in Fleinheim; † nach 1848) war ein württembergischer Oberamtmann.

## Leben und Beruf
Jakob Ludwig Friedrich von Stängel war der Sohn eines evangelischen Pfarrers. Seine berufliche Laufbahn begann er als Schreibereigehilfe bei der Amtei Sontheim an der Brenz und bei den Oberämtern Welzheim und Schorndorf. Von  1807 bis 1809 war er Extraprobator beim Finanzdepartement Stuttgart und von 1809 bis 1812 Kommunrechnungsrevisor in Mergentheim. Von 1812 bis 1815 war er als Sekretär der Kommission zur Angleichung der Deutschordens-Verhältnisse nach Mergentheim abgeordnet. Danach arbeitete er bis 1817 als Gemeinderechnungsrevisor bei den Städten Aalen und Gmünd. 1817 wurde er Oberrevisor beim Innenministerium in Stuttgart. Von 1820 bis 1826 war er Oberamtmann beim Oberamt Gmünd und von 1826 bis 1848 beim Oberamt Reutlingen. 1848 trat er in den Ruhestand. 

## Ehrung, Nobilitierung
1840 erhielt er das Ritterkreuz des Ordens der württembergischen Krone, welches mit dem persönlichen Adelstitel (Nobilitierung) verbunden war.